# 腎病
腎病（英語：Nephrosis），腎病變的一種，指非發炎性的腎病變。出現腎病症候群是其特徵，任何出現在腎小管的退化性疾病，都可以稱為腎病。它可能是直接由腎臟病變造成，也可能是其他疾病或身體機能失調引起。